# Quiz
Quiz – rodzaj zabawy, rozrywki intelektualnej dla kilku osób, polegającej na przedstawieniu przez jedną z osób pozostałym zagadnienia w formie zapytania w ten sposób, by na podstawie dostarczonych wraz z zapytaniem informacji oraz wiedzy ogólnej można było wydedukować prawidłową odpowiedź. Pytanie powinno być sformułowane w ten sposób, by odpowiedź nie była całkiem oczywista, zabawa polega de facto na dyskusji zgadujących nad różnymi możliwościami i wykluczaniu tych, które nie spełniają warunków zadanych w pytaniu.
Zabawa bywa niekiedy prowadzona przed kamerami telewizyjnymi, wówczas quiz taki staje się odmianą teleturnieju.

## Etymologia
Słowo to pojawia się w angielszczyźnie po raz pierwszy ok. 1780 roku; jego źródłosłów jest nieznany, być może miało swój początek w slangu studenckim. Początkowo oznaczało „dziwną osobę” bądź też „dowcip, żart”. Prawdopodobnie przez skojarzenie ze słowami typu „inquisitive” („pytający”) nabrało później znaczenia „badać, oglądać uważnie”, a stąd (od połowy XIX w.) „test, sprawdzian”. 
Istnieje także pewna dobrze znana miejska legenda o pochodzeniu tego słowa, głosząca że w 1791 roku, właściciel teatru w Dublinie, James Daly, założył się o to, że w ciągu dwudziestu czterech godzin wprowadzi do użycia nowe słowo. W tym celu wynajął grupę ludzi, którzy otrzymali za zadanie napisać na murach Dublinu słowo-nonsens "quiz". Dzięki temu, w przeciągu dnia słowo to zyskało rozgłos i otrzymało swoje dzisiejsze znaczenie (skoro nikt go nie znał, powszechnie myślano, że to pewien test). Jednak nie ma żadnego dowodu potwierdzającego tę tezę, a samo słowo było w użyciu przed 1791 rokiem.